# Internet rzeczy

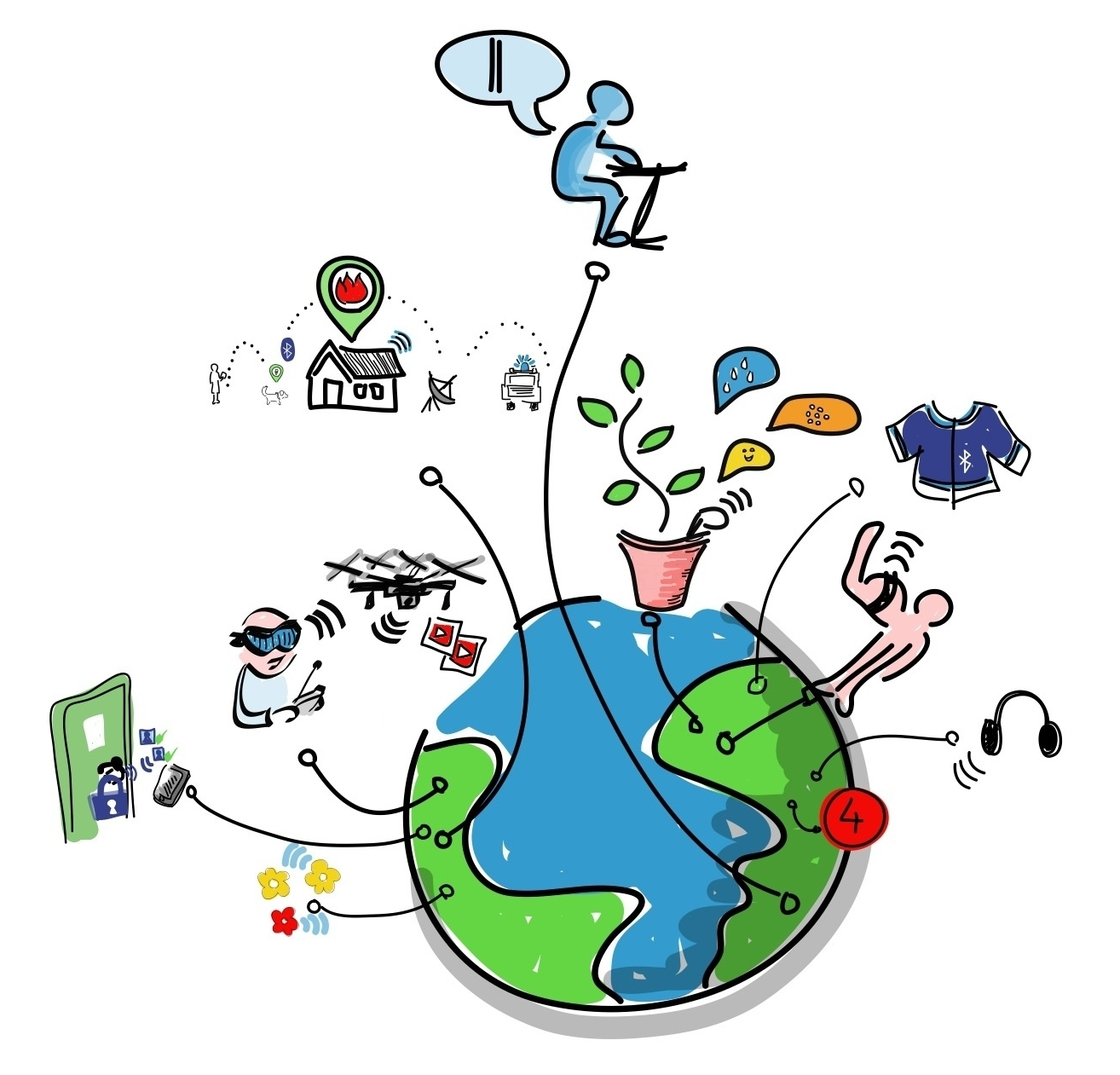
Rysunek przedstawiający ideę Internetu rzeczy

Internet rzeczy, internet przedmiotów (ang. internet of things, IoT) – koncepcja, wedle której jednoznacznie identyfikowalne przedmioty mogą pośrednio albo bezpośrednio gromadzić, przetwarzać lub wymieniać dane za pośrednictwem instalacji elektrycznej inteligentnej KNX lub sieci komputerowej. Koncepcja znajduje zastosowanie w przemyśle przetwórczym, zarządzaniu miastami, świadczeniu usług zdrowotnych, urządzeniach gospodarstwa domowego, mobilności oraz urządzeniach noszonych (wearables).

## Termin
Termin został użyty po raz pierwszy przez brytyjskiego przedsiębiorcę i założyciela startupów Kevina Ashtona w 1999 roku, podczas prezentacji dla Procter & Gamble. Określono nim „sieć połączonych ze sobą przedmiotów”.
Istnieje także termin Internet Wszechrzeczy (ang. Internet of Everything – IoE), będący określeniem na sieć ludzi, procesów, danych i rzeczy podłączonych do Internetu. Termin ten powstał pierwotnie w firmie Cisco i jest obecnie często stosowany zamiennie z terminem Internet przedmiotów. Powstał także licznik zliczający przybliżoną liczbę elementów Internetu Wszechrzeczy.

## Sieć Internetu rzeczy
Szacowano, że w 2020 roku podłączonych do sieci będzie od 25 mld do 50 mld urządzeń. W 2016 roku wartość rynku IoT szacowana była na 200 mld dolarów, a w 2019 roku na 1,3 bln dolarów.

## Struktura i zastosowania
W 2019 roku struktura rynkowa technologii Internetu rzeczy, uwzględniająca zastosowania w różnych dziedzinach działalności człowieka, przedstawia się następująco:
- inteligentne miasta (smart cities) – 26%,
- przemysłowy internet rzeczy (Industrial IoT) – 24%,
- artykuły zdrowotne (connected health) – 20%,
- inteligentne domy (smart homes) – 14%,
- połączone samochody (connected cars) – 7%,
- urządzenia noszone (wearables) – 4% (smart utilities) – 3%
- inne – 2%.

Wśród zastosowań Internetu rzeczy w najpopularniejszych wymienionych dziedzinach wskazuje się między innymi:
- w inteligentnych miastach – kontrolowanie oświetlenia ulicznego, zarządzanie odbiorem odpadów, monitorowanie i kontrolę jakości powietrza;
- w przemyśle 4.0 – monitorowanie i optymalizację procesów produkcyjnych;
- w medycynie i zastosowaniach zdrowotnych – zdalne monitorowanie stanu zdrowia pacjentów, zarządzanie danymi medycznymi.

Liczba zastosowań technologii Internetu rzeczy dynamicznie rośnie. Przewiduje się, że w ciągu następnych 10 lat stworzonych zostanie ponad 125 mld połączonych urządzeń. Inwestycje w te technologie były w 2021 roku szacowane na 120 mld USD, z roczną stopą wzrostu na poziomie 7,3%.

## Protokoły
Wybrane protokoły Internetu rzeczy:
- infrastrukturalne: IPv6, User Datagram Protocol
- wykrycia: UPnP, SSDP
- danych: MQTT, Extensible Messaging and Presence Protocol, Java Message Service, Representational State Transfer, SOAP, WebSocket
- komunikacyjne/transportowe: Ethernet, ZigBee, Near Field Communication (NFC), Bluetooth, Wi-Fi, Z-Wave, WiMAX, telefonia komórkowa (GPRS, 3G, 4G, 5G)
- semantyczne: RAML, SensorML, LsDL
- wielowarstwowe frameworki: AllJoyn, Thread, IoTivity
- bezpieczeństwa: X.509, Open Trust Protocol